# David Rivière
Pour les articles homonymes, voir Rivière.
David Rivière, né le 11 janvier 1995 à Bras-Panon, est un coureur cycliste français. Il a notamment remporté le Tour du Maroc en 2018.

## Biographie

### Débuts et révélation chez les juniors
David Rivière est né le 11 janvier 1995 à Bras-Panon, commune limitrophe de Saint-André sur l'île de La Réunion,. Très tôt intéressé par le cyclisme, il commence ce sport à l'âge de sept ans sur son île natale, après avoir pratiqué la gymnastique, et prend sa première licence au club cycliste de la ville de Saint-André, poussé par son père. 
Chez les jeunes, il remporte notamment les championnats de France d'école de cyclisme. À 12 ans, il est contaminé par une maladie tropicale infectieuse : le chikungunya, qui le contraint à stopper la compétition durant deux ans. Il arrive pour la première fois en métropole pour intégrer le Pôle Espoirs cyclisme de la Roche-sur-Yon, sous les conseils de Lorrenzo Manzin, avec pour objectif de faire carrière dans l'Hexagone,. En 2011, alors en catégorie cadets, il intègre le Vélo Club Challandais, où il court pendant trois ans.
En 2013, pour sa seconde saison chez les juniors (moins de 19 ans), il s'illustre au plus haut niveau en remportant Liège-La Gleize et une étape de la Ronde des vallées (deuxième du classement général). Il termine également deuxième d'une étape du Giro di Basilicata et septième du Tour du Valromey. En fin de saison, il est sélectionné par Pierre-Yves Chatelon pour les championnats du monde, à Florence. 

### 2014-2018: Vendée U
Repéré par ses bonnes performances, il signe avec le Vendée U en 2014, réserve de l'équipe professionnelle Europcar. Principalement équipier, ses deux premières saisons sont gâchées par une blessure à un genou. Il parvient tout de même à se montrer en remportant deux courses en 2015 : le Grand Prix de Saumur, ainsi que le championnat de France des outre-mer, devant quelques-uns des meilleurs coureurs des DOM-TOM.
En 2016, il se distingue en remportant cinq courses en métropole, dont trois en catégorie élite nationale : le Tour du Pays Lionnais, ou encore une étape au Tour de Loire-Atlantique et au Tour Nivernais Morvan. En septembre, il participe au Tour de La Réunion, où il loge pour l'occasion l'ensemble de ses équipiers du Vendée U présents sur l'épreuve, chez sa famille. Dans son département natal, il se classe cinquième du classement général, tout en ayant remporté une étape à Bagatelle, juste devant son coéquipier Axel Journiaux. 
Pour 2017, il commence sa dernière année chez les espoirs. En métropole, il s'impose lors de La Suisse Vendéenne, et sur une étape du Tour du Pays du Béarn, en "toutes catégories". Sa saison est également ponctuée de plusieurs places d'honneur, terminant entre autres troisième du Tour de Mareuil-Verteillac-Ribérac, quatrième d'étape sur le Tour de Normandie, ou dixième du Tour de Gironde. En été, il est meilleur grimpeur de l'Estivale bretonne
Désormais âgé de 23 ans, David Rivière entame la saison 2018 avec l'ambition de passer professionnel. Pour ses débuts sur l'Essor basque, il obtient la septième place du Circuit de l'Essor. Cinquième de Bordeaux-Saintes en Coupe de France DN1, il s'illustre quelques semaines plus tard à l'étranger en remportant le classement général du Tour du Maroc, après plusieurs échappées décisives,. De retour en métropole, il termine cinquième du Tour Nivernais Morvan et septième du championnat des Pays de la Loire. À compter du mois d'août, il fait partie des trois coureurs de Vendée U choisis pour un stage au sein de l'équipe première Direct Énergie, avec Marlon Gaillard et Clément Orceau. Au cours de ce stage, on le retrouve notamment échappé sur Paris-Bourges.

### Depuis 2019: VC Pays de Loudéac
Non retenu au sein de Direct Énergie, il fait le choix de rejoindre le VC Pays de Loudéac en 2019, qui fait office d'équipe réserve pour la formation Vital Concept. Au deuxième semestre, il est stagiaire au sein de cette équipe continentale professionnelle.

## Palmarès et résultats

### Palmarès par année
- 2013
  - Liège-La Gleize :
    - Classement général
    - 1re étape

  - 3e étape de la Ronde des vallées
  - Prologue (contre-la-montre par équipes), 2e et 3e étapes du Tour de La Réunion
  - 2e de la Ronde des vallées
- 2014
  - 1re étape du Tour Nivernais Morvan (contre-la-montre par équipes)
  - 3e étape du Tour de Seine-Maritime (contre-la-montre par équipes)
  - 2e de Vendée les 3 Rivières
  - 3e du Critérium de Beauvoir-sur-Mer
- 2015
  - Champion de France d'outre-mer
  - 2e étape du Tour Nivernais Morvan (contre-la-montre par équipes)
  - Grand Prix de Saumur
- 2016
  - Circuit du Bocage vendéen
  - Tour du Pays Lionnais
  - 1re étape du Tour de Loire-Atlantique
  - 1re (contre-la-montre par équipes) et 5e étapes du Tour Nivernais Morvan
  - Prix de la Saint-Louis
  - 7e étape du Tour Cycliste Antenne Réunion
- 2017
  - La Suisse Vendéenne
  - 2e étape du Tour de Mareuil-Verteillac-Ribérac (contre-la-montre par équipes)
  - 1re étape du Tour du Pays du Béarn
  - 2e du Grand Prix de la Chapelle-sur-Erdre
  - 2e du Souvenir Vincent-Moreau
  - 3e du Tour de Mareuil-Verteillac-Ribérac
- 2018
  - Classement général du Tour du Maroc
- 2019
  - 3e des Boucles de la Loire
  - 3e du Grand Prix du Pays de Montbéliard

### Classements mondiaux
| Année           | 2018 |
| --------------- | ---- |
| UCI Africa Tour | 69e  |